# لستر کوک
 لستر کوک (انگلیسی: Lester Cook؛ زاده ۲۴ آوریل ۱۹۸۴) یک تنیس‌باز اهل ایالات متحده آمریکا است. 